# ستيفاني ميلر
ستيفاني ميلر (بالإنجليزية: Stephanie Miller)‏ هي مقدمة برامج إذاعية وصحفية أمريكية، ولدت في 29 سبتمبر 1961 في واشنطن العاصمة في الولايات المتحدة.

## وصلات خارجية
- الموقع الرسمي
- ستيفاني ميلر على موقع IMDb (الإنجليزية)